# ABC滑翔機
Schultz ABC是一款由雅瑟．舒爾茨（英語：Arthur B. Schultz）於1930年代研製的滑翔機。

## 發展
ABC滑翔機是雅瑟．舒爾茨為了參加1937年與第八屆美國全國滑翔錦標賽同期舉行的伊頓設計大賽而設計出來的滑翔機。本次比賽開放給任何未在先前的全國錦標賽上出現過的滑翔機。該比賽要求設計師將圖紙、應力分析數據與成品飛機一起提供。其目的是，獲勝的設計將作為圖紙和套件提供給業餘施工，並且最終還將獲得航空商務局的設計批准。
比賽的獲勝者和獲得的現金獎勵是：
- 第一名-700美元 - ABC Sailplane，設計師-雅瑟．舒爾茨
- 第二名-500美元 - Ross RS-1 Zanonia Sailplane，設計師-哈蘭德 羅斯(英語：Harland Ross)
- 第三名-300美元 - Schweizer SGU 1-6，設計師-史瑞瑟兄弟（英语：Schweizer brothers）

ABC延伸自雅瑟．舒爾茨的早期作品MU-1。
ABC在開戰前只建造了四架。1942年，ABC被美國陸軍航空兵團徵收，並編號TG-16成為教練滑翔機服役於阿拉巴馬州莫比爾的滑翔機訓練學校。